# Rafael de Medina y Fernández de Córdoba
Rafael de Medina y Fernández de Córdoba (Cádiz, 10 de agosto de 1942-Sevilla, 6 de agosto de 2001) fue un empresario y aristócrata español, XIX duque de Feria.

## Biografía
Fue el segundo hijo de Rafael de Medina y Vilallonga y de Victoria Eugenia Fernández de Córdoba, duquesa de Medinaceli. Estudió Ciencias Económicas en Sevilla y Madrid, y más tarde se trasladó a Inglaterra, donde fue alumno de la London School of Economics. Empresario, desde muy joven se dedicó a gestionar el patrimonio y negocios familiares. Fue gerente de una empresa familiar de cuero artificial  ubicada en Pilas (Sevilla).
Recibió el título de duque de Feria, junto al de Grande de España, en 1969, al cual se añadieron el de marques de Villalba y maestrante de la Real Maestranza de Sevilla. El 14 de julio de 1977 contrajo matrimonio con Naty Abascal en la ermita del Rocío, en Almonte (Huelva). La pareja, que tuvo dos hijos, Rafael y Luis, se divorció en 1988.

## Causas judiciales
El 6 de marzo de 1993 ingresó en la prisión de Sevilla-1 acusado del rapto de una niña de 5 años. Días antes había realizado unas declaraciones en la revista ¡Hola! en la que confesaba su atracción por las mujeres jóvenes. Durante la instrucción del sumario, a mediados de mayo, la revista Interviú publicó un reportaje del duque en el que aparecía junto a varias niñas desnudas, por lo que fue llamado a declarar y se le acusó de un nuevo delito de corrupción de menores.
Una vez condenado a 18 años de prisión fue suspendido de forma cautelar de la inscripción nobiliaria del libro de la Grandeza. En 1994, su exmujer pidió una indemnización de 68 millones de pesetas (410.000 €) para sus hijos debido a los daños morales que estaba causando y para hacer frente a una pensión que el duque no pagaba. Por esta causa, el 3 de agosto de 1994 fue condenado a un mes de arresto y una multa de 100.000 pesetas (600 €) por impago.
Recurrió la sentencia de 18 años en el Tribunal Supremo, que le rebajó la pena a 9 años de cárcel el 15 de febrero de 1995. Más tarde entró en el segundo grado penitenciario, y días después solicitó trabajar en la lavandería de la cárcel para redimir parte de la condena. El 2 de mayo de 1998 salió de prisión en libertad condicional, pero tuvo que regresar diez días después por conducir ebrio por Sevilla y herir a tres personas.
El 6 de agosto de 2001, a los 59 años de edad, Rafael Medina apareció muerto en su residencia de Casa de Pilatos, Sevilla, tras una sobredosis de barbitúricos.

## Títulos y tratamientos
Esta tabla aún no está actualizada. Puedes contribuir aportando información sobre títulos y tratamientos de esta persona.